# Campeonato Sudamericano de Baloncesto Sub-17 de 2022
El Campeonato Sudamericano de Baloncesto Sub-17 de 2022 corresponde a la XIII edición del Campeonato Sudamericano de Baloncesto Sub-17, es organizado por FIBA Americas en la ciudad Caracas, Venezuela, entre el 21 al 26 de marzo y los tres mejores equipos clasificarán al FIBA Americas Sub-18 a realizarse en 2022.

## Primera fase
Todos los horarios corresponden al huso horario local (UTC-4:00)

### Grupo A
|   | Equipo   | Pts | J | G | P | PF  | PC  | Dif  |
| - | -------- | --- | - | - | - | --- | --- | ---- |
| 1 | Brasil   | 6   | 3 | 3 | 0 | 234 | 116 | +118 |
| 2 | Uruguay  | 5   | 3 | 2 | 1 | 201 | 217 | -16  |
| 3 | Colombia | 4   | 3 | 1 | 2 | 199 | 218 | -19  |
| 4 | Bolivia  | 3   | 3 | 0 | 3 | 160 | 263 | –103 |

| 21 de marzo, 10:00 | Colombia                                           | 73–81                | Uruguay                                               | Caracas                                                                         |  |
|                    | Parciales: 12–15, 13–8, 14–22, 30–24 (T.E.: 4–12)  |                      |                                                       |                                                                                 |  |
|                    | Estadísticas D. Arenas 15 A. Jaimes 10 A. Jaimes 4 | Reporte Pts Reb Asts | Estadísticas 18 G. Vasilic 13 R. Osores 4 M. Espinoza | Pabellón: Parque Miranda Árbitros: Erick Endara Nicolas D'anna Osvaldo Chirinos |  |

| 21 de marzo, 13:00 | Brasil                                               | 99–34                | Bolivia                                                | Caracas                                                                   |  |
|                    | Parciales: 20–7, 24–4, 31–11, 24–12                  |                      |                                                        |                                                                           |  |
|                    | Estadísticas R. Dos Santos 18 E. Paula 10 L. Lopez 5 | Reporte Pts Reb Asts | Estadísticas 12 L. Chappottin 10 S. Suarez 2 J. Moreno | Pabellón: Parque Miranda Árbitros: Jesus Lopez Candidate New Raul Aguilar |  |

| 22 de marzo, 15:00 | Bolivia                                             | 63–87                | Colombia                                                 | Caracas                                                                          |  |
|                    | Parciales: 20–19, 20–21, 10–20, 13–27               |                      |                                                          |                                                                                  |  |
|                    | Estadísticas J. Ledezma 14 S. Suarez 10 I. Vargas 4 | Reporte Pts Reb Asts | Estadísticas 21 S. Velasquez 11 A. Jaimes 2 S. Velasquez | Pabellón: Parque Miranda Árbitros: Candidate New Oswaldo Chirinos Nicolas D'anna |  |

| 22 de marzo, 18:00 | Uruguay                                                    | 43–81                | Brasil                                             | Caracas                                                                  |  |
|                    | Parciales: 13–25, 4–17, 12–20, 14–19                       |                      |                                                    |                                                                          |  |
|                    | Estadísticas N. Rodriguez 13 L. Fernandez 7 B. Curadossi 2 | Reporte Pts Reb Asts | Estadísticas 14 E. Bersch 9 E. Bersch 4 L. Cardozo | Pabellón: Parque Miranda Árbitros: Jesus Lopez Erick Endera Raul Aguilar |  |

| 24 de marzo, 10:00 | Colombia                                                | 39–74                | Brasil                                                | Caracas                                                                  |  |
|                    | Parciales: 9–10, 4–31, 11–21, 15–12                     |                      |                                                       |                                                                          |  |
|                    | Estadísticas S. Velassquez 13 J. Trujillo 7 D. Arenas 1 | Reporte Pts Reb Asts | Estadísticas 20 G. Landeira 14 V. Farias 3 L. Cardozo | Pabellón: Parque Miranda Árbitros: Jesus Lopez Erick Endera Raul Aguilar |  |

| 24 de marzo, 13:00 | Bolivia                                               | 63–77                | Uruguay                                              | Caracas                                                                       |  |
|                    | Parciales: 14–21, 16–24, 7–16, 26–16                  |                      |                                                      |                                                                               |  |
|                    | Estadísticas L. Chappottin 13 J. Moreno 8 S. Suarez 3 | Reporte Pts Reb Asts | Estadísticas 14 G. Vasilic 8 L. Fernandez 3 J. Stoll | Pabellón: Parque Miranda Árbitros: Erick Endera Oswaldo Chirinos Raul Aguilar |  |

### Grupo B
|   | Equipo    | Pts | J | G | P | PF  | PC  | Dif |
| - | --------- | --- | - | - | - | --- | --- | --- |
| 1 | Argentina | 6   | 3 | 3 | 0 | 229 | 169 | +60 |
| 2 | Ecuador   | 4   | 3 | 1 | 2 | 198 | 194 | +4  |
| 3 | Venezuela | 4   | 3 | 1 | 2 | 180 | 184 | -4  |
| 4 | Chile     | 4   | 3 | 1 | 2 | 136 | 196 | –60 |

| 21 de marzo, 16:00 | Ecuador                                            | 73–75                | Argentina                                           | Caracas                                                                        |  |
|                    | Parciales: 11–20, 26–10, 16–21, 20–24              |                      |                                                     |                                                                                |  |
|                    | Estadísticas J. Arcila 19 J. Noboa 12 K. Recalde 7 | Reporte Pts Reb Asts | Estadísticas 25 D. Bordon 10 S. Trouet 10 D. Bordon | Pabellón: Parque Miranda Árbitros: Gustavo Mathias Daniel Jiménez Cesar Guzman |  |

| 21 de marzo, 19:00 | Chile                                                  | 47–54                | Venezuela                                           | Caracas                                                                       |  |
|                    | Parciales: 8–10, 12–15, 13–16, 14–13                   |                      |                                                     |                                                                               |  |
|                    | Estadísticas A. Moraga 12 S. Pereira 8 R. Castellano 3 | Reporte Pts Reb Asts | Estadísticas 11 J. Griman 9 J. Griman 3 S. Gonzales | Pabellón: Parque Miranda Árbitros: Yezid Carreno Jesus Lopez Gaston Rodriguez |  |

| 23 de marzo, 15:00 | Argentina                                           | 95–38                | Chile                                                | Caracas                                                                          |  |
|                    | Parciales: 24–10, 14–5, 34–10, 23–13                |                      |                                                      |                                                                                  |  |
|                    | Estadísticas D. Bordon 13 D. Collomb 11 D. Bordon 4 | Reporte Pts Reb Asts | Estadísticas 12 I. Almarza 5 I. Almarza 3 A. Moragas | Pabellón: Parque Miranda Árbitros: Yezid Carreno Daniel Jimenez Gaston Rodriguez |  |

| 23 de marzo, 18:00 | Venezuela                                            | 68–78                | Ecuador                                               | Caracas                                                                     |  |
|                    | Parciales: 22–24, 19–11, 17–17, 10–26                |                      |                                                       |                                                                             |  |
|                    | Estadísticas J. Griman 15 J. Griman 11 D. Sulbaran 3 | Reporte Pts Reb Asts | Estadísticas 26 J. Caicedo 8 E. Valencia 7 K. Recalde | Pabellón: Parque Miranda Árbitros: Gustavo Mathias Jesus Lopez Cesar Guzman |  |

| 24 de marzo, 16:00 | Ecuador                                           | 47–51                | Chile                                             | Caracas                                                                        |  |
|                    | Parciales: 16–5, 12–11, 14–20, 5–15               |                      |                                                   |                                                                                |  |
|                    | Estadísticas J. Arcila 12 J. Noboa 12 J. Arcila 4 | Reporte Pts Reb Asts | Estadísticas 17 B. Araya 13 A. Moraga 4 A. Moraga | Pabellón: Parque Miranda Árbitros: Gustavo Mathias Daniel Jiménez Cesar Guzman |  |

| 24 de marzo, 19:00 | Venezuela                                               | 58–59                | Argentina                                          | Caracas                                                                   |  |
|                    | Parciales: 19–16, 17–11, 7–19, 15–13                    |                      |                                                    |                                                                           |  |
|                    | Estadísticas T. Bardasz 13 T. Bardasz 8 G. Berroteran 5 | Reporte Pts Reb Asts | Estadísticas 13 L. Aaliya 14 S. Trouet 4 N. Stenta | Pabellón: Parque Miranda Árbitros: Yezid Carreño Jesus Lopez Cesar Guzman |  |

## Fase final
Todos los horarios corresponden al huso horario local (UTC-5:00)

### 5º al 8º puesto
|  | 5º al 8º puesto | 5º al 8º puesto | 5º al 8º puesto |           |          | Quinto puesto | Quinto puesto | Quinto puesto |  |
|  |                 |                 |                 |           |          |               |               |               |  |
|  |                 |                 |                 |           |          |               |               |               |  |
|  | Colombia        | Colombia        | 71              |           |          |               |               |               |  |
|  | Colombia        | Colombia        | 71              |           |          |               |               |               |  |
|  | Chile           | Chile           | 52              |           |          |               |               |               |  |
|  | Chile           | Chile           | 52              |           | Colombia | Colombia      | 60            |               |  |
|  |                 |                 |                 |           | Colombia | Colombia      | 60            |               |  |
|  |                 |                 | Venezuela       | Venezuela | 82       |               |               |               |  |
|  | Venezuela       | Venezuela       | Venezuela       | Venezuela | 82       | 82            |               |               |  |
|  | Venezuela       | Venezuela       |                 |           |          | 82            |               |               |  |
|  | Bolivia         | Bolivia         | 66              |           |          | Séptimo lugar | Séptimo lugar | Séptimo lugar |  |
|  | Bolivia         | Bolivia         | 66              |           |          | Séptimo lugar | Séptimo lugar | Séptimo lugar |  |
|  |                 |                 |                 |           |          |               |               |               |  |
|  |                 |                 |                 |           |          | Chile         | Chile         | 70            |  |
|  |                 |                 |                 |           |          | Chile         | Chile         | 70            |  |
|  |                 |                 |                 |           |          | Bolivia       | Bolivia       | 66            |  |
|  |                 |                 |                 |           |          | Bolivia       | Bolivia       | 66            |  |
|  |                 |                 |                 |           |          |               |               |               |  |

#### Cruces
| 25 de marzo, 10:00 | Colombia                                              | 71–52                | Chile                                          | Caracas                                                                      |  |
|                    | Parciales: 19–7, 17–19, 21–10, 14–16                  |                      |                                                |                                                                              |  |
|                    | Estadísticas A. Torrenegra 13 D. Arenas 9 A. Jaimes 3 | Reporte Pts Reb Asts | Estadísticas 11 B. Araya 9 D. Jarpa 2 D. Rubio | Pabellón: Parque Miranda Árbitros: Erick Endera Gaston Rodriguez Jesus Lopez |  |

| 25 de marzo, 13:00 | Venezuela                                             | 82–66                | Bolivia                                             | Caracas                                                                         |  |
|                    | Parciales: 20–21, 23–7, 20–23, 19–15                  |                      |                                                     |                                                                                 |  |
|                    | Estadísticas C. Mijares 31 C. Mijares 7 D. Sulbaran 7 | Reporte Pts Reb Asts | Estadísticas 10 D. Gonzales 7 J. Moreno 2 I. Vargas | Pabellón: Parque Miranda Árbitros: Gustavo Mathias Candidate New Nicolas D'anna |  |

#### Séptimo Puesto
| 26 de marzo, 10:00 | Chile                                               | 70–66                | Bolivia                                             | Caracas                                                                           |  |
|                    | Parciales: 17-7, 20-17, 19-20, 14-22                |                      |                                                     |                                                                                   |  |
|                    | Estadísticas B.Araya 21 B.Araya 6 A.Moraga Cuevas 8 | Reporte Pts Reb Asts | Estadísticas 13 I.Vargas 10 L.Chappottin 3 J.Moreno | Pabellón: Parque Miranda Árbitros: Oswaldo Chirinos Gastón Rodríguez Cesar Guzmán |  |

#### Quinto Puesto
| 26 de marzo, 13:00 | Colombia                                               | 60–82                | Venezuela                                          | Caracas                                                                     |  |
|                    | Parciales:' 14-19, 17-22, 6-20, 23-21                  |                      |                                                    |                                                                             |  |
|                    | Estadísticas S.Velasquez 13 J-Madrigal 10 S.Sanabria 3 | Reporte Pts Reb Asts | Estadísticas 16 C.Mijares 8 C.Mijares 4 S.Gonzalez | Pabellón: Parque Miranda Árbitros: Candidate New Raúl Agular Daniel Jimenez |  |

### 1º al 4º puesto
|  | Semifinales | Semifinales | Semifinales |           |        | Final        | Final        | Final        |  |
|  |             |             |             |           |        |              |              |              |  |
|  |             |             |             |           |        |              |              |              |  |
|  | Brasil      | Brasil      | 84          |           |        |              |              |              |  |
|  | Brasil      | Brasil      | 84          |           |        |              |              |              |  |
|  | Ecuador     | Ecuador     | 40          |           |        |              |              |              |  |
|  | Ecuador     | Ecuador     | 40          |           | Brasil | Brasil       | 73           |              |  |
|  |             |             |             |           | Brasil | Brasil       | 73           |              |  |
|  |             |             | Argentina   | Argentina | 59     |              |              |              |  |
|  | Argentina   | Argentina   | Argentina   | Argentina | 59     | 65           |              |              |  |
|  | Argentina   | Argentina   |             |           |        | 65           |              |              |  |
|  | Uruguay     | Uruguay     | 42          |           |        | Tercer lugar | Tercer lugar | Tercer lugar |  |
|  | Uruguay     | Uruguay     | 42          |           |        | Tercer lugar | Tercer lugar | Tercer lugar |  |
|  |             |             |             |           |        |              |              |              |  |
|  |             |             |             |           |        | Ecuador      | Ecuador      | 63           |  |
|  |             |             |             |           |        | Ecuador      | Ecuador      | 63           |  |
|  |             |             |             |           |        | Uruguay      | Uruguay      | 60           |  |
|  |             |             |             |           |        | Uruguay      | Uruguay      | 60           |  |
|  |             |             |             |           |        |              |              |              |  |

#### Semifinales
| 25 de marzo, 16:00 | Brasil                                                  | 84–40                | Ecuador                                          | Caracas                                                                      |  |
|                    | Parciales: 18-11, 25-14, 18-11, 23-4                    |                      |                                                  |                                                                              |  |
|                    | Estadísticas R.Dos Santos 14 L.Vieira 10 R.Dos Santos 5 | Reporte Pts Reb Asts | Estadísticas 8 J.Caicedo 8 J.Caicedo 4 K.Recalde | Pabellón: Parque Miranda Árbitros: Yeriz Carreño Raúl Aguilar Daniel Jimenez |  |

| 25 de marzo, 19:00 | Argentina                                       | 65–42                | Uruguay                                                  | Caracas                                                                      |  |
|                    | Parciales: 16-4, 25-14, 11-12, 13-12            |                      |                                                          |                                                                              |  |
|                    | Estadísticas D.Bordon 14 P.Giralt 13 N.Stenta 4 | Reporte Pts Reb Asts | Estadísticas 10 B.Curadossi 12 L.Fernandez 2 L.Fernandez | Pabellón: Parque Miranda Árbitros: Jesús Lopez Cesar Guzmán Oswaldo Chirinos |  |

#### Tercer Puesto
| 26 de marzo, 16:00 | Ecuador                                           | 63–60                | Uruguay                                          | Caracas                                                                       |  |
|                    | Parciales: 12-16, 18-11, 15-16, 18-17             |                      |                                                  |                                                                               |  |
|                    | Estadísticas J.Caicedo 20 E.Valencia 8 J.Arcila 5 | Reporte Pts Reb Asts | Estadísticas 13 R.Osores 17 R.Osores 3 G.Vasilic | Pabellón: Parque Miranda Árbitros: Gustavo Mathias Jesús López Nicolás D'Anna |  |

#### Final
| 26 de marzo, 19:00 | Brasil                                                   | 73–59                | Argentina                                         | Caracas                                                                   |  |
|                    | Parciales: 13–13, 21–19, 21–12, 18–15                    |                      |                                                   |                                                                           |  |
|                    | Estadísticas R. Dos Santos 17 L. Cardoso 7 G. Landeira 4 | Reporte Pts Reb Asts | Estadísticas 14 D. Bordon 5 I. Ortega 4 D. Bordon | Pabellón: Parque Miranda Árbitros: Yezid Carreño Jesús Lopez Erick Endara |  |

## Posiciones finales
| Rank              | Equipo    | Récord |
| ----------------- | --------- | ------ |
| Medalla de oro    | Brasil    | 5-0    |
| Medalla de plata  | Argentina | 4-1    |
| Medalla de bronce | Ecuador   | 3-2    |
| 4                 | Uruguay   | 2-3    |
| 5                 | Venezuela | 3-2    |
| 6                 | Colombia  | 2-3    |
| 7                 | Chile     | 2-3    |
| 8                 | Bolivia   | 0-5    |

Fuente: FIBA Américas
|  | Clasificados al Campeonato FIBA Américas Sub-18 de 2022. |